# Halim bej Çela
Halim bej Çela – deputowany do Rady Narodowej Albanii.

## Życiorys
31 stycznia 1920 odbyły się wybory do Rady Narodowej Albanii; w ich wyniku Halim bej Çela pełnił funkcję deputowanego do parlamentu od 27 marca do 20 grudnia tego roku.